# Новоукраїнка (Привільненська сільська громада)
Новоукраї́нка — село в Україні, у Привільненській сільській громаді Баштанського району Миколаївської області. Населення становить 289 осіб.

## Населення
Згідно з переписом УРСР 1989 року чисельність наявного населення села становила 243 особи, з яких 115 чоловіків та 128 жінок.
За переписом населення України 2001 року в селі мешкало 289 осіб.

### Мова
Розподіл населення за рідною мовою за даними перепису 2001 року:
| Мова       | Відсоток |
| ---------- | -------- |
| українська | 87,89 %  |
| російська  | 8,30 %   |
| молдовська | 2,77 %   |
| вірменська | 1,04 %   |